# Skitno (stacja kolejowa)
Skitno – zlikwidowana stacja kolejowa w Skitnie, w gminie wiejskiej Bartoszyce, w powiecie bartoszyckim w województwie warmińsko-mazurskim, w Polsce. Położona na linii kolejowej z Bartoszyc do Prawdinska. Linia ta została ukończona w 1911 roku. Linia ta została rozebrana w 1945 roku.